# Летнее наступление польских войск
Ле́тнее наступле́ние — контрнаступление польской армии в ходе Польско-украинской войны летом 1919 года, в результате которого была ликвидирована Западно-Украинская народная республика.
Наступление поляков являлось ответным контрнаступлением на недавнее Чортковское наступление Украинской Галицкой Армии. Польское командование поняло, что, если вовремя не оказать должного сопротивления, начнётся штурм Львова. Поэтому Юзеф Пилсудский лично прибыл во Львов и взял командование войсками группы «Восток» на себя. Польские и украинские силы были равны - примерно по 40-50 тысяч солдат каждая, но запасы боеприпасов у украинцев были сравнительно небольшими. Поляки также имели преимущество в кавалерийских частях, необходимых в этом виде маневренных операций. 
25 июня польские части перешли в контрнаступление, форсировав реку Свирь, а 28 июня польская армия прорвала фронт под Янчином. 29 июня Первый и Второй корпуса УГА были отброшены назад, а польские части вошли в Золочев, захватив две тысячи пленных. Одновременно в тыл Третьему корпусу вышла 4-я польская дивизия, возвращенная из-под Бендер. Украинское командование не могло предусмотреть такого резкого поворота событий. Третий корпус был сжат с обеих сторон польской кавалерией, но продолжал сопротивление. 4 июля Первый и Второй корпуса УГА отошли к Збручу. 4 июля генерал Греков был отстранен от должности главнокомандующего и было принято решение об эвакуации УГА за Збруч. 5 июля польские войска вышли на рубеж реки Стрипа. С 5 по 7 июля шли позиционные бои, пока 8 июля польская армия не продолжила наступление. 15 июля польская армия захватила Тарнополь.
УГА была вновь загнана в так называемый треугольник смерти, а её части уже готовились к эвакуации с территории ЗУНР. Первая попытка форсировать Збруч окончилась неудачей: на том берегу УГА столкнулась с частями РККА и вынуждена была вернуться на исходные позиции. Вторая попытка состоялась в ночь с 16 на 17 июля, на этот раз вся УГА была эвакуирована из Галиции на территорию УНР. Вместе с арией захваченную поляками территорию покинули правительство ЗУНР, государственные чиновники и 100 000 гражданских беженцев. 17 июля 1919 года стало датой окончания Польско-украинской войны.